# Danil Domdjoni
Danil Domdjoni, né le 8 septembre 1985, est un karatéka croate surtout connu pour avoir remporté la médaille d'or en kumite individuel masculin moins de 60 kilos aux championnats du monde de karaté 2008 à Tōkyō, au Japon.

## Résultats
| Résultat           | Date             | Épreuve                   | Catégorie | Compétition                                  | Ville hôte               |
| ------------------ | ---------------- | ------------------------- | --------- | -------------------------------------------- | ------------------------ |
| Médaille de bronze | Février 2004     | Kumite individuel - 60 kg | Juniors   | Championnats d'Europe juniors et cadets 2004 | Rijeka, en Croatie       |
| Médaille de bronze | Février 2005     | Kumite individuel - 60 kg | Juniors   | Championnats d'Europe juniors et cadets 2005 | Thessalonique, en Grèce  |
| Médaille d'argent  | Novembre 2005    | Kumite par équipe         | Juniors   | Championnats du monde juniors et cadets 2005 | Limassol, à Chypre       |
| Médaille de bronze | Mai 2006         | Kumite individuel - 60 kg | Seniors   | Championnats d'Europe 2006                   | Stavanger, en Norvège    |
| Médaille de bronze | Mai 2007         | Kumite individuel - 60 kg | Seniors   | Championnats d'Europe 2007                   | Bratislava, en Slovaquie |
| Médaille d'or      | 3 mai 2008       | Kumite individuel - 60 kg | Seniors   | Championnats d'Europe 2008                   | Tallinn, en Estonie      |
| Médaille d'or      | 15 novembre 2008 | Kumite individuel - 60 kg | Seniors   | Championnats du monde 2008                   | Tōkyō, au Japon          |